# Radio Baobab
Radio Baobab – polskie radio internetowe założone na początku lipca 2005 roku przez Jana Chojnackiego. Na antenie rozgłośni dominuje muzyka blues - i hardrockowa.
Z radiostacją przez lata współpracowali m.in. Wojciech Mann, Krzysztof Materna, Antoni Piekut, Marek Kondrat oraz członkowie grupy Blues Flowers.
Do nadawania strumieniowego wykorzystywany jest format Ogg Vorbis. Od lata 2009 także format MP3.

## Wybrane audycje
- Bielszy Odcień Bluesa
- Nowalijki spod Baobabu
- Łojenie Piekuta
- Z pamięci Krzysztofa Materny
- Blues Corner
- Manana Nueva
- Między nami dziadami
- Blues Bigos
- Ciekawe piosenki i ich przygody
- Kondrat con vino
- Baobab Party Mix
- Nie tylko gitara
- Wesołe nutki na wesołej pieciolinii
- Na luzie
- Keep on rockin'
- Blues po osiemdziesiątce